# 1945 في النرويج
فيما يلي قوائم الأحداث التي وقعت خلال عام 1945 في النرويج.

## سياسة

### تعيين في المنصب
- 1 يناير – أينار غارهاردسن عضو برلمان النرويج  [لغات أخرى]‏،رئيس وزراء النرويج.
- 16 يناير – أوتو روغ Chief of Defence (Norway) [الإنجليزية]‏،Chief of Defence (Norway) [الإنجليزية]‏.

### انتهاء فترة المنصب
- 25 يونيو – يوهان نيغورسفول رئيس وزراء النرويج.
- 15 يوليو – أولاف الخامس Chief of Defence (Norway) [الإنجليزية]‏.
- 31 ديسمبر – أوتو روغ Chief of Defence (Norway) [الإنجليزية]‏.

## مواليد

### يناير
- 1 يناير – بريت أندرسن مهندسة معمارية أسترالية.

### نوفمبر
- 15 نوفمبر – آني فريد لينغستاد مغنية سويدية.[1]

## وفيات

### أكتوبر
- 24 أكتوبر – فيدكون كفيشلينغ (مواليد 1887)[2]